# Actenodes auronotatus
Actenodes auronotatus är en skalbaggsart som beskrevs av Hippolyte Louis Gory och François Louis Nompar de Caumont de Laporte 1837. Actenodes auronotatus ingår i släktet Actenodes och familjen praktbaggar. Inga underarter finns listade i Catalogue of Life.